# Moraleja de Enmedio
Moraleja de Enmedio er en by og kommune i det centrale Spanien i Madrid-regionen. Den har et indbyggertal på 5.576 (2024) indbyggere.